# Vålö, Ingå
Vålö med Brännholmen är en ö i Finland. Den ligger i Finska viken och i kommunen Ingå i den ekonomiska regionen  Raseborg i landskapet Nyland, i den södra delen av landet. Ön ligger omkring 53 kilometer väster om Helsingfors.
Öns area är 1,08 kvadratkilometer och dess största längd är 2 kilometer i öst-västlig riktning. Ön höjer sig omkring 35 meter över havsytan.

## Delöar och uddar
- Vålö 60°01′01″N 24°01′12″Ö / 60.01691°N 24.02007°Ö
- Österudden 60°01′13″N 24°02′18″Ö / 60.02022°N 24.0382°Ö (udde)
- Brännholmen 60°01′18″N 24°01′50″Ö / 60.0217°N 24.03047°Ö